# NGC 488

NGC 488

NGC 488 هي مجرة حلزونية تقع في كوكبة الحوت. تبعد حوالي 90 مليون سنة ضوئية من الأرض. ويقدر قطرها ب 52.6 Kpc. المجرة لديها انتفاخ مركزي كبير وتعتبر المجرة نموذجية حلزونية متعددة. وقد تم تتبع نشاط تشكيل النجوم داخل الذراعين. تم العثور على نواة NGC 488 مفصولة كيميائيا مما ادى إلى مرتين ضعف المعادن الغنية وانتفاخ المجرة باستثناء أصحابها الأصغر التي تشكل NGC 488 المجموعة وهي مجرة معزولة.
تم اكتشاف المجرة من قبل ويليام هيرشيل في 13 ديسمبر 1784. وقد لوحظ مستعر أعظم في NGC 488 في عام 2010 مع حجم 14.7 وعام 1976 مع حجم 15.

## وصلات خارجية
- NGC 488 على موقع ويكي سكاي: DSS2, SDSS, GALEX, IRAS, Hydrogen α, X-Ray, Astrophoto, Sky Map, Articles and images
- SEDS